# Trentepohlia (Anchimongoma) beata
Trentepohlia (Anchimongoma) beata is een tweevleugelige uit de familie steltmuggen (Limoniidae). De soort komt voor in het Oriëntaals gebied.